# Howard Pyle
Pour les articles homonymes, voir Pyle.

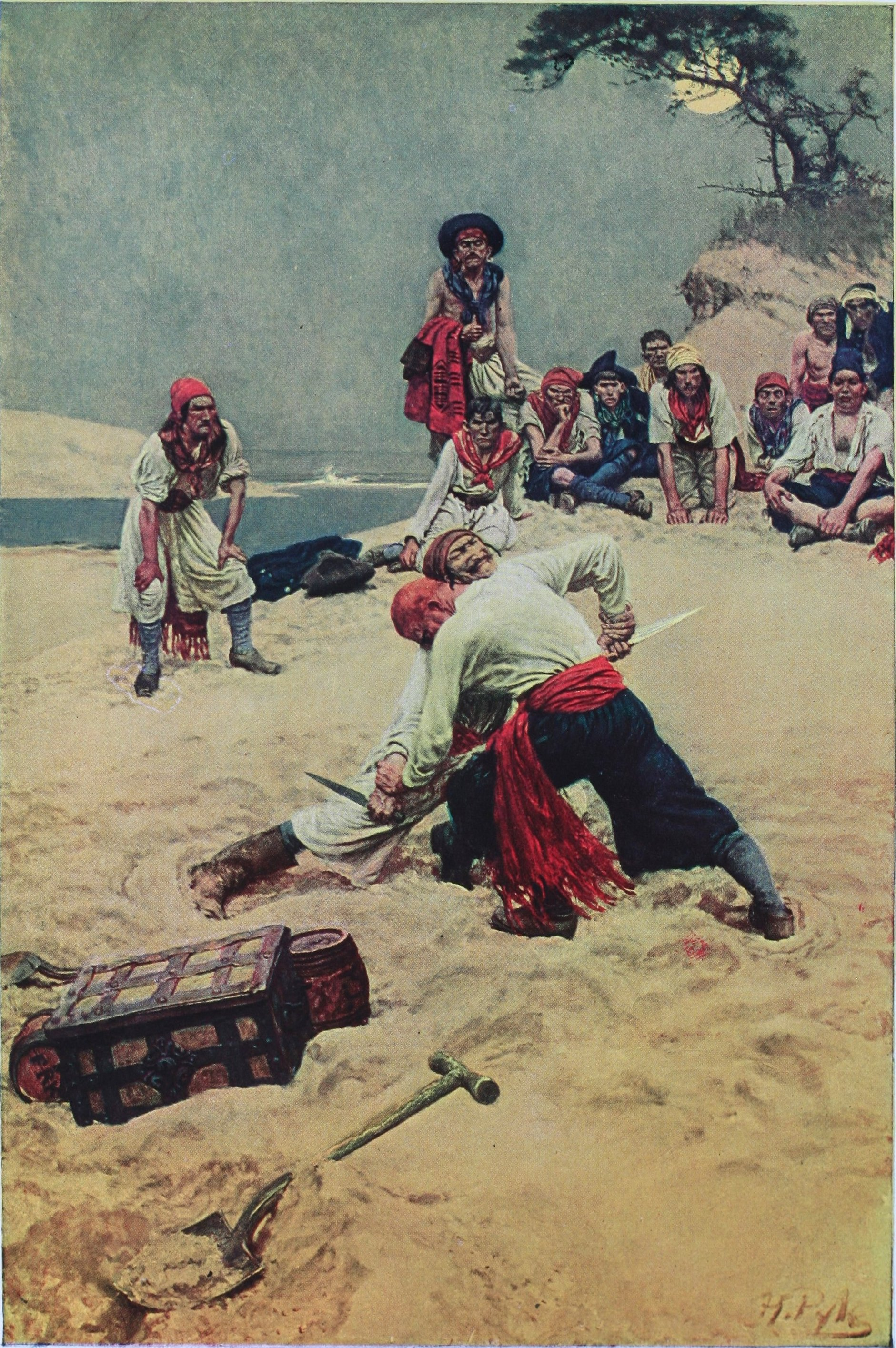
Pirates se battant pour un trésor, illustration issue de en, Howard Pyle.

Howard Pyle (5 mars 1853 – 9 novembre 1911) est un illustrateur américain et écrivain d'ouvrages destinés à la jeunesse. Natif de Wilmington dans le Delaware, il passe les dernières années de sa vie à Florence en Italie. Il a illustré notamment Les Aventures de Robin des Bois et Les Chevaliers de la Table Ronde.

## Biographie
Son classique, The Merry Adventures of Robin Hood (1883), et ses autres publications, souvent inspirées par les thèmes du Moyen Âge – dont un ouvrage en quatre tomes sur le roi Arthur – affirment sa réputation.
En 1888, il écrit une œuvre originale, Otto of the Silver Hand. Il illustre aussi des textes historiques et des romans d'aventures dans les magazines Harper's Weekly et St. Nicholas Magazine.
Son roman Men of Iron (1891) (Hommes de fer) a fait l'objet d'un film en 1954, The Black Shield of Falworth, sorti en France sous le titre de Le Chevalier du roi.
À côté de ses illustrations, il a réalisé quelques tableaux à l'huile un peu académiques comme Néron tenant une lyre en or avec Rome en flammes (1897), La Sirène (1910), une œuvre plus personnelle et inspirée et surtout Marooned (1909), son tableau le plus connu, conservé, comme la plupart des œuvres de Pyle, au Delaware Art Museum, à Wilmington, et souvent reproduit.
Howard Pyle a aussi été le professeur de quelques futurs grands illustrateurs. Après avoir enseigné à l'université Drexel dans le département des arts, le Drexel Institute of Art, Science and Industry où il a notamment pour collègues le peintre Clifford Prevost Grayson et le sculpteur Charles Grafly (en), il fonde, après 1900, une école où étudient notamment Olive Rush et N. C. Wyeth. Il enseigne au sein de la communauté d'artistes formée à Brandywine, située près de Wilmington, et que les critiques d'art nommeront la « Brandywine School (en) », où Maxfield Parrish, Frank Schoonover, Zoe Mozert, Robert Robinson et Jessie Willcox Smith comptent parmi ses élèves. Ils font tous partie, comme Elmer Boyd Smith, d'un réveil artistique appelé « l'âge d'or de l'illustration » (the Golden Age of Illustration) qui coïncide avec l'art nouveau et l'art déco embrassant l'Europe et les États-Unis entre 1880 et 1920.

## Robin des Bois
The Merry Adventures of Robin Hood est la déclinaison par Howard Pyle des légendes et ballades de Robin des Bois. Il les édulcora pour les rendre acceptables – dans le contexte de l'Amérique moraliste de l'époque – au jeune lectorat qu'il visait : par exemple dans la ballade Robin Hood's Progress to Nottingham, dans le passage où Robin tue quatorze forestiers pour ne pas payer une dette, Pyle ajoute qu'ils l'ont d'abord menacé, et qu'il n'a fait que se défendre.

## Œuvres
- St. Nicholas Magazine[3]
- Les Aventures de Robin des Bois[4].
- Le livre des pirates[5].
- Le Trésor volé[6].
- L’Histoire des héros de la Table ronde[7].
- Men of Iron, 1891 (livre, l’histoire de Henri IV d'Angleterre)[8].
- Néron tenant une lyre en or avec Rome en flammes, 1897 (tableau)